# Pimelodella enochi
Pimelodella enochi är en fiskart som beskrevs av Fowler, 1941. Pimelodella enochi ingår i släktet Pimelodella och familjen Heptapteridae. Inga underarter finns listade i Catalogue of Life.